# Лейк-Гавасу-Сіті
Лейк-Гавасу-Сіті (англ. Lake Havasu City) — місто (англ. city) в США, в окрузі Могаве штату Аризона. Населення — 57 144 особи (2020).

## Географія
Лейк-Гавасу-Сіті розташований за координатами 34°30′6″ пн. ш. 114°18′53″ зх. д. / 34.50167° пн. ш. 114.31472° зх. д. (34.501576, -114.314853). За даними Бюро перепису населення США в 2010 році місто мало площу 115,20 км², з яких 115,09 км² — суходіл та 0,12 км² — водойми.

### Клімат
| Клімат : Лейк-Гавасу-Сіті                  | Клімат : Лейк-Гавасу-Сіті | Клімат : Лейк-Гавасу-Сіті | Клімат : Лейк-Гавасу-Сіті | Клімат : Лейк-Гавасу-Сіті | Клімат : Лейк-Гавасу-Сіті | Клімат : Лейк-Гавасу-Сіті | Клімат : Лейк-Гавасу-Сіті | Клімат : Лейк-Гавасу-Сіті | Клімат : Лейк-Гавасу-Сіті | Клімат : Лейк-Гавасу-Сіті | Клімат : Лейк-Гавасу-Сіті | Клімат : Лейк-Гавасу-Сіті | Клімат : Лейк-Гавасу-Сіті |
| Показник                                   | Січ.                      | Лют.                      | Бер.                      | Квіт.                     | Трав.                     | Черв.                     | Лип.                      | Серп.                     | Вер.                      | Жовт.                     | Лист.                     | Груд.                     | Рік                       |
| Абсолютний максимум, °C                    | 30,0                      | 33,3                      | 37,8                      | 41,7                      | 47,2                      | 53,3                      | 52,2                      | 50,6                      | 47,8                      | 44,4                      | 35,0                      | 27,8                      | 53,3                      |
| Середній максимум, °C                      | 18,0                      | 21,0                      | 25,1                      | 29,7                      | 35,3                      | 40,5                      | 42,9                      | 42,2                      | 38,4                      | 31,3                      | 23,4                      | 17,2                      | 30,4                      |
| Середня температура, °C                    | 12,2                      | 14,6                      | 18,1                      | 22,4                      | 27,9                      | 32,7                      | 36,1                      | 35,5                      | 31,3                      | 24,1                      | 17,0                      | 11,7                      | 23,7                      |
| Середній мінімум, °C                       | 6,5                       | 8,2                       | 11,0                      | 15,1                      | 20,5                      | 25,0                      | 29,2                      | 28,8                      | 24,1                      | 16,9                      | 10,6                      | 6,1                       | 16,9                      |
| Абсолютний мінімум, °C                     | −1,7                      | −2,2                      | 2,8                       | 6,7                       | 9,4                       | 11,1                      | 20,0                      | 20,0                      | 13,3                      | 6,7                       | 1,7                       | −3,9                      | −3,9                      |
| Середня кількість сонячних годин на місяць | 248,0                     | 254,3                     | 310,0                     | 360,0                     | 403,0                     | 390,0                     | 372,0                     | 372,0                     | 330,0                     | 310,0                     | 240,0                     | 248,0                     | 3837                      |
| Норма опадів, мм                           | 17                        | 13                        | 13                        | 4                         | 2                         | 1                         | 10                        | 15                        | 10                        | 9                         | 8                         | 11                        | 107                       |
| Днів з дощем                               | 3,0                       | 3,0                       | 4,0                       | 2,0                       | 1,0                       | 1,0                       | 3,0                       | 4,0                       | 2,0                       | 2,0                       | 2,0                       | 3,0                       | 30,0                      |
| ------------------------------------------ | ------------------------- | ------------------------- | ------------------------- | ------------------------- | ------------------------- | ------------------------- | ------------------------- | ------------------------- | ------------------------- | ------------------------- | ------------------------- | ------------------------- | ------------------------- |
| Джерело: Western Regional Climate Center   |                           |                           |                           |                           |                           |                           |                           |                           |                           |                           |                           |                           |                           |

## Історія
Лейк-Гавасу-Сіті, розташований на східному березі озера Гавасу на кордоні Каліфорнії та Аризони, що розділений річкою Колорадо. Місто було засноване в 1963 році Робертом Мак-Каллохом, як самодостатня запланована спільнота.
Мак-Каллох придбав Лондонський міст за $ 2 460 000. Переміщення моста до Лейк-Гавасу-Сіті і реконструкція його в середині пустелі коштувало додатково $ 7 мільйонів. Міст був демонтований і відправлений на кораблі з Англії до Сполучених Штатів і відновлений на півострові на озері Гавасу. Під мостом був розкопаний канал і відтворена копія англійського села поруч з ним. Відкриття Лондонського мосту в жовтні 1971 року зробило його унікальним атракціоном у Лейк-Гавасу-Сіті, який був зареєстрований в 1978 році.

## Демографія
Згідно з переписом 2010 року, у місті мешкало 52 527 осіб у 23 168 домогосподарствах у складі 15 304 родин. Густота населення становила 456 осіб/км². Було 32327 помешкань (281/км²).
Расовий склад населення:
| - 90,1 % — білих - 1,0 % — корінних американців - 1,0 % — азіатів - 0,7 % — чорних або афроамериканців - 0,1 % — вихідців з тихоокеанських островів - 4,7 % — осіб інших рас |

До двох чи більше рас належало 2,3 %. Частка іспаномовних становила 12,1 % від усіх жителів.
За віковим діапазоном населення розподілялося таким чином: 17,9 % — особи молодші 18 років, 55,2 % — особи у віці 18—64 років, 26,9 % — особи у віці 65 років та старші. Медіана віку мешканця становила 50,3 року. На 100 осіб жіночої статі у місті припадало 97,7 чоловіків; на 100 жінок у віці від 18 років та старших — 96,4 чоловіків також старших 18 років.
Середній дохід на одне домашнє господарство становив 55 114 долари США (медіана — 42 847), а середній дохід на одну сім'ю — 61 370 доларів (медіана — 50 342). Медіана доходів становила 39 089 доларів для чоловіків та 30 473 долари для жінок. За межею бідності перебувало 13,8 % осіб, у тому числі 19,7 % дітей у віці до 18 років та 4,7 % осіб у віці 65 років та старших.
Цивільне працевлаштоване населення становило 19 007 осіб. Основні галузі зайнятості: освіта, охорона здоров'я та соціальна допомога — 19,9 %, мистецтво, розваги та відпочинок — 18,6 %, роздрібна торгівля — 13,9 %.